# A Royal Romance (film fra 1917)
A Royal Romance er en amerikansk stumfilm fra 1917 af James Vincent.

## Medvirkende
- Virginia Pearson som Prinsesse Sylvia
- Royce Coombs som Sylvias bror
- Irving Cummings som Keiser Maximilian
- Charles Craig som Lord Fitzroy
- Nora Cecil som Miss McPherson